# Egadyla
Egadyla antelmei es una  especie de coleóptero adéfago de la familia Carabidae y el único miembro del género monotípico Egadyla.